# Święto Muzyki
Święto Muzyki (fr. Fête de la Musique) – cykliczna impreza odbywająca się na całym świecie 21 czerwca, pierwszego dnia lata.

## Historia
Święto powstało w 1981 z inicjatywy Marcela Landowskiego (zm. 1999), francuskiego kompozytora polskiego pochodzenia, i spopularyzowane przez Maurice’a Fleureta i Jacka Lang, ówczesnego ministra kultury Francji, impreza miała swoją premierę nad Sekwaną 21 czerwca 1982 roku. Wówczas to, w nagłośnionym medialnie wystąpieniu, zaprosił on wszystkich Francuzów do wyjścia z muzyką w przestrzeń publiczną. Od tamtego czasu ta masowa manifestacja na cześć muzyki notowała rosnący sukces. Święto to, organizowane początkowo tylko we Francji, stało się dziś znaczącym, europejskim wydarzeniem artystycznym. Każdego roku instytucje muzyczne – Filharmonie, Opery, Teatry Muzyczne, szkoły muzyczne, kluby muzyczne, ośrodki kultury, organizacje pozarządowe, puby, kawiarnie, jak również prywatne osoby na całym świecie, organizują w czerwcu ogólnodostępne koncerty. Dzień 21 czerwca został wybrany, gdyż jest to pierwszy dzień lata oraz czas przesilenia letniego (najkrótsza noc w roku).
Oryginalna nazwa w języku francuskim, „Fête de la Musique” (czyt: [fet dela muzik]) jest grą słów, homofonem wyrażenia „Faites de la musique!” (pl. Róbcie muzykę!), które stało się przewodnim zawołaniem do uczestnictwa w imprezie.

## Znaczenie
Święto Muzyki ma na celu promocję muzyki w dwojaki sposób:
- zgodnie ze swoim oryginalnym hasłem („Róbcie muzykę!”), zachęca ona muzyków do spontanicznego wyrażenia się na ulicach miast i w miejscach publicznych
- dzięki organizowanym licznym darmowym koncertom i spontanicznym występom amatorów, jak i profesjonalistów, daje szerokiej publiczności dostęp do muzyki każdego rodzaju i stylu (muzyka poważna, jazz, rock, poezja śpiewana, chór, muzyka elektroniczna, etno itd..)

Muzyka jest tu motywem uniwersalnym łączącym ludzi w różnym wieku, o różnym pochodzeniu, religii i statusie społecznym. Dziś Święto Muzyki jest już wydarzeniem międzynarodowym, obchodzonym w ponad 300 miastach, 100 krajach i na 5 kontynentach. Dzień 21 czerwca jest jednym z dwóch dni w roku we Francji (poza 31 grudnia), w którym nie obowiązuje „cisza nocna”, a muzycy mogą występować spontanicznie na ulicy nie będąc niepokojonymi przez sąsiadów.
Wydarzenie to różni się w zasadniczy sposób od innych imprez kulturalno-muzycznych (koncertów, festiwali itp.). Jest ona bowiem otwartym zaproszeniem wszystkich osób uprawiających muzykę w danej społeczności do wspólnego uczestnictwa i tworzenia obrazu Święta. Skierowana jest zarówno do amatorów, jak i tych zajmujących się muzyką zawodowo. Nawołuje do spontanicznego stawienia się w przestrzeni publicznej danego miasta i wyrażenia się muzycznie poprzez darmowe i powszechnie dostępne wystąpienia. Publiczności daje natomiast okazję do nieodpłatnego i swobodnego obcowania z różnorodnymi stylami muzycznymi występującymi wśród danej społeczności. Siłą Święta Muzyki jest to, że nie ma ona jednego epicentrum, ale powstaje w wielu miejscach (tzw. punkty muzyczne) na zasadzie ruchu społecznego i współpracy obywateli (muzyków, publiczności i koordynatorów), z których każdy dokłada swoją „cegiełkę” powodując efekt synergii. Z drugiej strony, nie tworzy nowego ośrodka kultury czy instytucji, ale jednoczy wszystkie, istniejące w danej społeczności ośrodki muzyki, w danym czasie i miejscu, na rzecz wspólnego celu.
To wszystko czyni Święto Muzyki wielkim ruchem społecznym danej społeczności niejako „dla siebie”.

## Idee Święta Muzyki
Idee imprezy określa '„Międzynarodowa Karta Zasad”':
1. Święto odbywa się cyklicznie, na całym świecie, 21 Czerwca każdego roku, w dniu przesilenia letniego.
2. Święto nie jest festiwalem („Muzyka wszędzie, koncert nigdzie!”), lecz celebrowaniem muzyki „na żywo” w celu ukazania jej siły, różnorodności i bogactwa poprzez uwzględnienie wszystkich rodzajów i nurtów muzycznych. Publiczność, występująca tu w charakterze przechodnia, ma często możliwość posłuchania i odkrycia muzyki, której nigdy normalnie by nie doświadczyła. Każdy kto ma ochotę być częścią przedsięwzięcia, może uczestniczyć aktywnie (jako muzyk lub koordynator) lub biernie.
3. Święto jest wezwaniem do spontanicznego i nieodpłatnego uczestnictwa, zaadresowanym do osób indywidualnych, jak i wszelkich instytucji (stowarzyszenia, szkoły, kościoły, kluby, teatry, domy kultury, ogniska itp.) w celu umożliwienia im wolnego wyrażenia się publicznie.
4. Wszystkie koncerty są bezpłatne dla publiczności.
5. Święto z założenia jest impreza plenerową, która odbywa się w każdym możliwym miejscu danego miasta (ulice, deptaki, parki, korytarze, podwórza, bramy itp.), lecz nie wyklucza również miejsc zamkniętych (niesprzyjająca pogoda, cisza nocna itp..), jeśli respektują one zasadę wolnego i nieograniczonego wstępu. Święto jest też okazją do otwarcia dla muzyki miejsc, w których z reguły nie jest wykonywana „na żywo” (muzea, szpitale, więzienia, urzędy..)
6. Święto jest dniem wyjątkowym zarówno dla muzyków, jak i publiczności. W zamierzeniu jest ruchem społecznym, który za pomocą koordynatorów-wolontariuszy ma promować praktykę muzyczną; muzykę na żywo. Wszystko odbywa się na zasadzie niekomercyjnej, tj. bez sponsora komercyjnego, a organizatorzy i koordynatorzy, działają społecznie. Niezbędne koszty ogólne pokrywane są przez lokalne organy władzy państwowej lub samorządowej, przedstawicielstwa innych krajów (np. ambasady) lub organizacje i instytucje niekomercyjne (stowarzyszenia, fundacje, domy kultury itd..).
7. Organizatorzy zobowiązani są respektować powyższe zasady w celu zostania uwzględnionym w oficjalnym programie „Międzynarodowego Święta Muzyki”. Data zgłaszania uczestnictwa przez miasto mija 19.05 danego roku.

Historia imprezy na świecie pokazuje, że „Święto” ma silną moc wzmacniającą więzi międzyludzkie poprzez wspólne w nim uczestnictwo osób o różnym wieku, statusie społecznym, pochodzeniu. Pozwala również środowiskom osób niepełnosprawnych, niewidomych lub upośledzonych, na pełniejszą integrację z resztą społeczeństwa. Dzięki temu impreza cieszy się ogromną popularnością i ma pozytywny wizerunek wszędzie tam gdzie się odbywa.

## Kalendarium
- 1982: Pierwsze Święto Muzyki (Francja); Jack Lang (minister kultury w rządzie Francois Mitterranda) proponuje muzykom amatorom uliczne występy w Paryżu, pierwszego dnia lata, w godzinach od 20.30 do 21.00. Sukces święta przekracza najśmielsze oczekiwania. Ponad tysiąc muzyków koncertuje na ulicach, w kawiarniach, na placach, w klubach i „gdzie się da”. Wielka Orkiestra paryskiej Opery prezentuje na placu przed Pałacem Garnier „Symfonię Fantastyczną” Berlioza.
- 1983: Święto Muzyki ogarnia cały Paryż. Ponad 30-tysięczny pochód towarzyszy Jacques’owi Higelin od placu Republiki do placu Bastylii. Yannis Xenakis komponuje specjalnie z okazji Święta Muzyki „Le Chant des Soleils” (Pieśń Słońc). Przy pomocy ogromnych ekranów i monitorów video, pieśń wykonana zostaje w 10 miastach północnej Francji i w Paryżu. Maurice Baquet z wiolonczelą gra na Sekwanie, na specjalnie skonstruowanych pływako-nartach.
- 1985: Impreza wychodzi poza Francję. Frederic Rossif kręci w Paryżu film na żywo ze Święta Muzyki. Zespół rockowy TELEPHONE daje koncert w więzieniu Fleury Merogis. W 20 innych krajach świata, wzorem Paryża, odbywają się imprezy. Powstanie Europejskiego Święta Muzyki.
- 1987: Święto Muzyki oficjalnie obchodzone jest w 50 państwach świata.
- 1989: 230 punktów muzycznych w Nowym Jorku.
- 1990: Wspólne granie muzyków pochodzenia żydowskiego i arabskiego w Paryżu.
- 1991: 10. edycja Święta. Orkiestra Filharmoniczna Radia Francuskiego na dziedzińcu pałacu Louvre w Paryżu gra Mozarta.
- 1992: Koncert gwiazd muzyki afrykańskiego w Dakarze, Senegal. 700 muzyków wojskowych orkiestr na placu Inwalidów daje niezapomniany koncert iluminowany światłami z okazji 200-lecia Marsylianki.
- 1993: Pianista Christopher Beckett daje koncert dla dzieci, ofiar wojny w byłej Jugosławii, na stoku Mont Blanc, na wysokości 3600 m n.p.m.
- 1994: Świętu patronuje prezydent Francji François Mitterrand.
- 1995: Po Marnie i Sekwanie pływają barki muzyczne. Po Champs Elysees kursuje 10 czołgów ciągnących platformy z perkusistami.
- 1997: Podpisanie „Karty partnerów Europejskiego Święta Muzyki” przez dziesięć krajów w Budapeszcie; karta przypomina zasady Święta i umożliwia międzynarodową wymianę muzyków.
- 1998: Pierwszy znaczek pocztowy zadedykowany Święcie Muzyki. Tego dnia Święto Muzyki obchodzone jest praktycznie w całej Europie.
- 1999: 100 państw świata deklaruje organizację Święta Muzyki, pierwszego dnia lata. W salach francuskiego Sejmu rozlega się hip hop w wykonaniu Cheb Mami i Jacques’a Higelina.
- 2000: Interpretacja „Ody do radości”, w różnych stylach muzycznych (rock, reggae, rap, techno etc..) w kilkunastu miastach Europy.
- 2001: 20. edycja Święta; pierwsza transmisja Święta „na żywo” w Internecie.

## Obchody na świecie

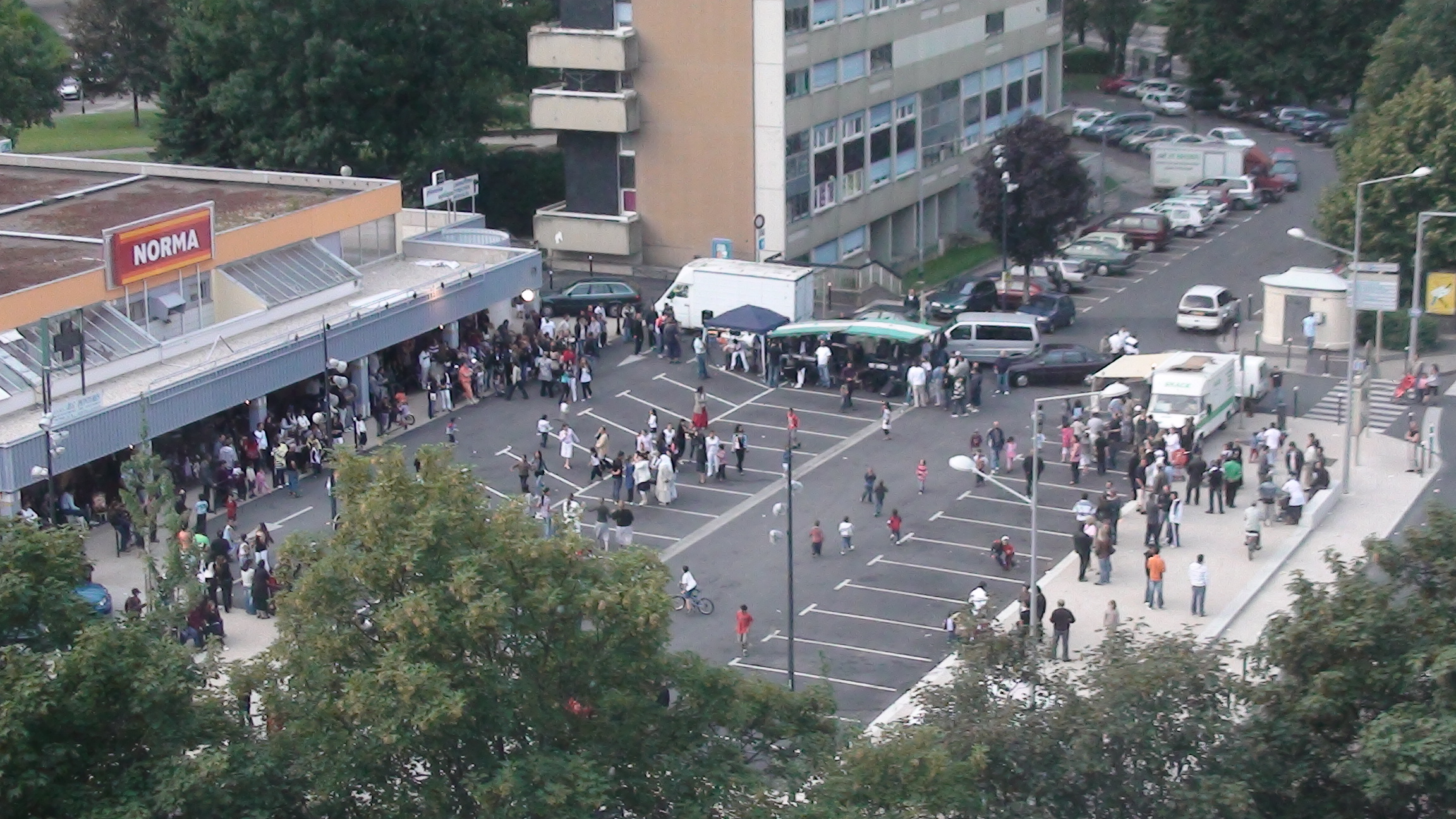
Święto Muzyki 2009 w Planoise

„Święto” od swej pierwszej edycji odbywa się cyklicznie, co roku, zawsze 21 Czerwca, na całym świecie. Od 1985, po objęciu swoim zasięgiem całą powierzchnię kraju, idea rozprzestrzeniła się poza Francję i stała się, w 1995 roku, Międzynarodowym Świętem Muzyki obecnym dziś na 5 kontynentach, w ponad 100 krajach i 330 miastach świata.
Święto Muzyki stało się pierwszym wydarzeniem muzycznym o zasięgu światowym.
Niektóre państwa uczestniczące w Święcie w ostatnich latach:
Algieria, Argentyna, Australia, Azerbejdżan, Benin, Boliwia, Brazylia, Burkina Faso, Chiny, Chorwacja, Czad, Czechy, Dżibuti, Dominikana, Ekwador, Hiszpania, Indie, Izrael, Japonia, Kamerun, Kolumbia, Kongo, Korea Płd., Kostaryka, Kuwejt, Liban, Madagaskar, Malezja, Maroko, Meksyk, Mongolia, Nepal, Nigier, Nigeria, Niemcy, Pakistan, Palestyna, Peru, Portugalia, Singapur, Sudan, Szwajcaria, Syria, Ukraina, Wenezuela, Węgry, Wielka Brytania, Włochy itd..

## Obchody w Polsce
W Polsce, próby adaptacji idei Święta miały miejsce w Warszawie i Krakowie, lecz z różnych powodów, nie rozwinęły się one do oczekiwanych rozmiarów i nigdy nie stały powszechnym ruchem społecznym.
Pierwsze oficjalne Święto Muzyki w Polsce odbyło się w 2000 roku w Warszawie. Na 19 scenach odbyło się około 50 otwartych dla publiczności występów w tym odbywające się w tym czasie koncerty Warsaw Summer Jazz Festival. Na imprezie wystąpili m.in. Paul Young, Budka Suflera i Maryla Rodowicz. Dwa lata później zorganizowano wielką imprezę, na której wystąpili m.in. Karin Stanek, Wojciech Korda, Tadeusz Woźniak, Lech Janerka, Skaldowie i Zbigniew Wodecki, a gwiazdą była Helena Vondráčková. Po tych próbach z rozmachem, impreza postawiła na czyste idee (amatorów, entuzjastów i miłośników muzyki) i przeniosła się do Parku Skaryszewskiego na Pradze-Południe. Stała się imprezą kameralną o lokalnym zasięgu. Od 2004 roku impreza odbywa się w Instytucie Francuskim w Warszawie i ma charakter recitalu piosenki francuskiej.
Inną próbą przeniesienia idei na grunt polski było Święto Muzyki zorganizowane przez krakowską Gazetę Wyborczą w 2005 roku. Niestety, impreza nie doczekała się kontynuacji.
W 2007 roku odbyła się pierwsza edycja Święta Muzyki w Toruniu.
W 2009 roku Święto odbywa się w trzech miastach: w Toruniu, we Włocławku oraz po raz pierwszy w Wolsztynie (woj. wielkopolskie).
W 2014 roku, Kraków organizuje Wianki Święto Muzyki.

## Międzynarodowy Dzień Muzyki
1 października, od 1975 roku, obchodzone jest podobne święto – Międzynarodowy (Światowy) Dzień Muzyki. Powstało z inicjatywy Yehudiego Menuhina, ówczesnego prezydenta Międzynarodowej Rady Muzyki (IMC), działającej przy UNESCO. Celem obchodów jest pokazanie, jaka muzyka jest wyjątkowa i jakie dobro w sobie kryje, oraz promowanie muzyków.